# Dynamics Explorer
La Dynamics Explorer è stata una missione NASA facente parte del Programma Explorer, lanciata il 3 agosto 1981 e terminata quasi dieci anni dopo, il 28 febbraio 1991. La missione era costituita da due satelliti chiamati Dynamics Explorer 1 (DE 1) e Dynamics Explorer 2 (DE 2), ufficialmente conosciuti come DE-A e DE-B e a volte citati anche come Explorer 62 ed Explorer 63, aventi il compito studiare le interazioni tra i plasmi della magnetosfera, caldi e relativamente poco densi, e quelli presente nella ionosfera e nella parte superiore dell'atmosfera, più freddi e densi. Al fine di poter studiare la stessa regione sia a basse che a elevate altitudini contemporaneamente, fu previsto di posizionare i due satelliti su due orbite polari complanari di quota differente, il DE 1 sull'orbita alta ed ellittica e il DE 2 su quella bassa e molto più circolare.
Il DE 1 ha visto terminare la sua operatività nel febbraio 1991 ma è comunque tuttora in orbita, mentre il DE 2 ha effettuato il suo rientro atmosferico il 19 febbraio 1983.

## Struttura
I due satelliti avevano una forma cilindrica, con un diametro di 137 cm e un'altezza di 115 cm. Il satellite DE 1 fu dotato di antenne triassiali che si estendevano per 200 m da punta a punto sul piano x-y e per 9 m sull'asse z mentre le antenne triassiali del DE 2 erano invece tutte uguali e misuravano 23 m da punta a punta su ogni asse. Il DE 1 aveva poi due prolunghe di 6 metri di lunghezza su cui erano montati strumenti che dovevano rimanere distanziati dal corpo centrale del satellite; differentemente, il DE 2 era dotato di una sola prolunga.
Entrambi i satelliti erano dotati di pannelli solari che fornivano una potenza di 68 W nel caso del DE 1 e di 115 W nel caso del DE 2, per ricaricare gli accumulatori nichel-cadmio dei due satelliti.
Nel caso del DE 1, una volta messo in orbita, il satellite era stabilizzato utilizzando la tecnica della stabilizzazione di spin, una tecnica di stabilizzazione passiva nella quale lintero veicolo ruota su se stesso in modo che il suo vettore di momento angolare rimanga pressoché fissato nello spazio inerziale. Il movimento di rotazione è stabile se il
satellite gira attorno allasse che ha momento dinerzia massimo. Nel caso dello DE 1, tale asse era perpendicolare al piano orbitale e la velocità di rotazione era pari a 10 rpm. Per quanto riguarda invece il DE 2, esso era stabilizzato attraverso il metodo della stabilizzazione a gradiente di gravità, un metodo passivo basato sulla distribuzione di massa del corpo e sul campo gravitazionale terrestre, con l'asse di imbardata rivolto verso il centro della Terra. La completa stabilizzazione triassiale era poi raggiunta attraverso un rotazione attorno ad un asse perpendicolare al piano orbitale alla velocità di un solo giro per orbita.

## Strumentazione

### Dynamics Explorer 1
Il DE 1 trasporta sette strumenti scientifici:
- Uno strumento atto a caratterizzare le onde di plasma, chiamato Plasma Waves Instrument (PWI);
- Uno strumento per caratterizzare il plasma ad altitudini elevate, chiamato High Altitude Plasma Instrument (HAPI);
- Un magnetometro fluxgate triassiale, chiamato Magnetic Field Observations Triaxial Fluxgate Magnetometer A (MAG-A);
- Uno spettrometro di massa per la caratterizzazione degli ioni, chiamato Retarding Ion Mass Spectrometer (RIMS);
- Uno spettrometro di massa per la caratterizzazione degli ioni energetici, chiamato Energetic Ion Mass Spectrometer (EIMS);
- Uno strumento di osservazione dei fenomeni aurorali, chiamato Spin Scan Auroral Imager (SAI), costituito da tre fotometri, due operanti nelle lunghezze d'onda del visibile e uno operante nell'ultravioletto.[8],

I dati ricavati da questi strumenti venivano poi utilizzati per la conduzione di altri due esperimenti posti a bordo del satellite chiamati "Auroral Physics Theory" e "Controlled and Naturally Occurring Wave Particle Interactions Theory", quest'ultimo si avvaleva anche di un trasmettitore situato sull'isola Siple, in Antartide.

### Dynamics Explorer 2
Il DE 2 trasportava nove strumenti scientifici:
- Uno strumento chiamato Retarding Potential Analyzer (RPA) che misurava il flusso di ioni lungo il vettore velocità del satellite, nonché la composizione e la temperatura di tali ioni;
- Uno strumento chiamato Ion Drift Meter (IDM) che misurava i movimenti del plasma ionosferico perpendicolari al vettore velocità del satellite;
- Un magnetometro fluxgate triassiale, chiamato Magnetic Field Observations Triaxial Fluxgate Magnetometer B (MAG-B);
- Un interferometro di Fabry-Pérot (FPI);[11]
- Una sonda di Langmuir (LANG), ossia uno strumento utilizzato per determinare il potenziale elettrico e la temperatura e la densità elettronica del plasma;
- Uno strumento per caratterizzare il plasma a bassa quota, chiamato Low Altitude Plasma Instrument (LAPI);
- Uno spettrometro, chiamato Neutral Atmosphere Composition Spectrometer (NACS), utilizzato per analizzare la composizione della componente dell'atmosfera;
- Uno strumento chiamato Vector Electric Field Instrument (VEFI), per effettuare misure di campo elettrico;
- Uno spettrometro chiamato Wind and Temperature Spectrometer (WATS), utilizzato per misurare i flussi e la temperatura delle particelle neutre e la concentrazione di determinati gas nell'alta atmosfera.[11]

## Lancio e operatività

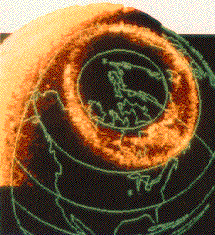
Un'aurora vista dal Dynamics Explorer 1.

I due satelliti furono lanciato il 3 agosto 1981 grazie ad un razzo Delta 3913 642/D155 partito dal Complesso di lancio 2 della base aerea Vandenberg, in California. Una volta effettuato il lancio, i due satelliti furono posti uno su un'orbita bassa, il DE 2, e uno su un'orbita più elevata, il DE 1. A causa di un malfunzionamento del lanciatore Delta, il cui motore principale si spense un po' troppo presto, il DE 2 fu immesso in un'orbita leggermente più bassa di quanto preventivato. Ciò alla fine non si rivelò un grosso problema e il satellite arrivo a durare quanto previsto, effettuando il suo rientro atmosferico, e quindi disintegrandosi, il 19 febbraio 1983. Il satellite DE 1 continuò invece a raccogliere dati fino al 22 ottobre 1990, quando cessò le sue operazioni scientifiche. Meno di un anno dopo, il 28 febbraio 1991, la missione fu dichiarata ufficialmente conclusa.